# Burg Mimoň
Die Burg Mimoň (deutsch: Burg Niemes) befand sich auf dem Kirchberg in der Stadt Mimoň (Niemes) in der Ralská pahorkatina (Rollberg-Hügelland) in Tschechien. An ihrer Stelle wurde im 17. Jahrhundert die Kirche St. Peter und Paul errichtet.

## Geographie
Die Burg lag südlich der Altstadt von Mimoň auf einem Hügel rechtsseitig der Ploučnice (Polzen). Erhalten sind der Burggraben und Reste eines Walls.

## Geschichte
Die Burg wurde wahrscheinlich in der zweiten Hälfte des 13. Jahrhunderts erbaut. Erstmals schriftlich erwähnt wurde sie 1262 als Sitz der Herren von Nemans. Seit 1352 lässt sich auch eine den hll. Peter und Paul geweihte Kirche auf dem Burgberg nachweisen. Nachdem die Brüder Johann und Wenzel von Wartenberg im Jahre 1371 das Gut Nyemands erworben und an ihre Herrschaft Děvín (Dewin) angeschlossen hatten, verlor die Burg ihre Bedeutung als Herrensitz und verfiel. Die hölzerne Kirche wurde nach 1661 abgerissen. An ihrer Stelle ließ der Besitzer der Herrschaft Niemes, Johann Putz von Adlersthurn, nach Plänen von Giulio Broggio die heutige Kirche St. Peter und Paul erbauen.